# El hombre invisible
El hombre invisible (en inglés, The Invisible Man) es una novela de ciencia ficción y terror del escritor  británico H. G. Wells. La obra fue originalmente publicada en entregas en la revista Pearson's Magazine en 1897 y como novela el mismo año. El hombre invisible del título es Griffin, un científico que teoriza que si se cambia el índice refractivo de una persona para coincidir exactamente con el del aire y su cuerpo no absorbe ni refleja la luz, entonces no será visible. Griffin logra llevar a cabo este proceso consigo mismo, pero luego no puede volver a ser visible, llegando a un estado mental inestable como resultado.

## Argumento
La historia comienza en el pueblo de Iping, en West Sussex (Inglaterra), cuando la llegada de un misterioso forastero buscando alojamiento en la posada local, The Coach and Horses, despierta la curiosidad y el miedo de los lugareños. El extraño viste un grueso abrigo largo y guantes, y lleva la cara completamente cubierta por vendas, grandes gafas y un sombrero de ala ancha. El forastero es extremadamente solitario y exige permanecer a solas, empleando la mayoría de su tiempo en su habitación trabajando con aparatos de laboratorio y sustancias químicas, atreviéndose a salir solo de noche. Pronto se convierte en la comidilla del pueblo al poner nerviosos a sus habitantes.
Mientras tanto, se suceden una serie de misteriosos robos en varias casas del pueblo en los que las víctimas no logran ver al ladrón. Entre los que está el de la propia posada, donde roban dinero de la caja. Una mañana en la que los posaderos, Mr. y Mrs. Hall, pasan por la habitación del extraño les entra la curiosidad cuando advierten que sus ropas están esparcidas por el suelo, pero no hay rastro alguno del forastero. Sin embargo, el mobiliario cobra vida y una silla vuela por el aire empujándoles fuera de la habitación. Más tarde ese día, Mrs. Hall se enfrenta al forastero respecto a lo sucedido y este, para despistarla, revela que es invisible, quitándose las vendas y las gafas para mostrar que no hay nada debajo. Mientras Mrs. Hall huye horrorizada, la policía intenta atrapar al extraño, pero este se quita toda la ropa y escapa.
El hombre invisible huye a las colinas, donde asusta a un vagabundo, Thomas Marvel, que se encontraba observando unos zapatos. Decide reírse de él ayudándole con los zapatos, para después asustarle con su invisibilidad y obligarle a ser su ayudante. A lo que Marvel, ante la violencia y la presión del hombre invisible, es incapaz de decir que no. Juntos vuelven al pueblo y Marvel roba los aparatos y libros del hombre invisible de la posada mientras este roba las ropas del doctor y del vicario. De nuevo, el hombre invisible tiene que hacer frente a los habitantes del pueblo, por lo que decide atacarles. Pero después del robo, y una vez ha conseguido escapar, Marvel intenta traicionarle hablando de él a la policía, por lo que éste le persigue amenazando con matarlo.
Marvel huye a la ciudad costera de Burdock, refugiándose en una posada. El hombre invisible intenta forzar la puerta trasera, pero es descubierto por un hombre de barba negra, quien le dispara. El hombre invisible huye del lugar gravemente herido. Entra en una casa vecina para refugiarse y vendar su herida. La casa resulta pertenecer al Dr. Kemp, a quien el hombre invisible reconoce. Este revela al Dr. Kemp su verdadera identidad: Griffin, brillante estudiante de Medicina con quien Kemp estudió en la universidad.
Griffin explica a Kemp que tras dejar la universidad era desesperadamente pobre y, decidido a lograr algún hallazgo de importancia científica, empezó a trabajar en un experimento para hacer invisibles a personas y objetos, empleando dinero robado a su propio padre, quien se suicidó tras el robo. Suceso que afirma no haberle afectado en gran manera. Tras esto, Griffin experimentó con una fórmula que alteraba el índice refractivo de los objetos, logrando que dejaran de absorber y reflejar la luz y volviéndolos así invisibles. Llevó a cabo el experimento con un gato para probar que funcionaba con seres vivos, pero cuando su dueña, la vecina de Griffin, advirtió que el gato había desaparecido, se quejó al casero y Griffin terminó aplicando el procedimiento de invisibilidad sobre sí mismo para ocultarse.
Tras quemar el edificio entero y ocultar así sus pistas, sintió el poder de ser invisible, y tras luchar por sobrevivir a la intemperie, robó algunas ropas de una tienducha, donde tuvo que hacer frente al trabajador, a quien acabó amordazando, para después, y en último lugar, llegar a Iping y tomar una habitación en The Coach and Horses para revertir el experimento. Pero ahora, explica a Kemp, planea comenzar un reinado de terror, usando su invisibilidad para someter al país con Kemp como brazo visible.
Advirtiendo que Griffin está claramente loco, Kemp no tiene intención de ayudarle y avisa a la policía. Cuando esta llega, Griffin ataca violentamente a Kemp y a un policía antes de escapar, y al día siguiente deja una nota en la puerta de Kemp, anunciando que él será la primera víctima de su reino de terror. Kemp permanece frío y escribe una nota al coronel de policía detallando un plan para servir él mismo de cebo y atrapar al hombre invisible, pero cuando una sirvienta intenta entregar la nota es atacada por Griffin, quien la roba.
Justo cuando la policía acompaña a la doncella de vuelta a casa, el hombre invisible fuerza la puerta trasera y entra en busca de Kemp. Este huye precipitadamente de la casa para alejarlo, y corre colina abajo hacia la ciudad cercana, donde alerta a un peón de que el hombre invisible se acerca.

## Adaptaciones para cine, televisión, teatro, radio e historieta
La novela El hombre invisible de G.H. Wells, ha sido una inagotable fuente de inspiración para diversos medios y formatos creados posteriormente, debido precisamene al gran impacto cultural que ha tenido la obra, y también, debido a la gran versatilidad de sus temas, como el poder, la moral, o la ciencia sin ética, por ejemplo. Temas que pueden ser extrapolados a las distintas esferas culturales de las que formamos parte.
- El hombre invisible (The Invisible Man) es el título de una película de 1933 producida por Universal Pictures y dirigida por James Whale. Griffin fue interpretado por Claude Rains y recibió el nombre de pila «Jack». La película es considerada una de las grandes películas de terror de la Universal de los años 1930 y dio origen a varias continuaciones, así como muchas secuelas que usaban la idea de un «hombre invisible» pero tenían poca relación con la historia original de Wells. Entre estas se cuentan The Invisible Man Returns (1940), La mujer invisible (The Invisible Woman, 1940) y El agente invisible (Invisible Agent, 1942).

- La película japonesa titulada Tomei ningen (‘Hombre invisible’), estrenada en 1954 por el legendario estudio Tōhō, era una adaptación libre de la historia.

- Otra película relacionada con la trama de esta novela es la dirigida por Paul Verhoeven en el 2000, El hombre sin sombra (Hollow Man) con Kevin Bacon.

- Una segunda adaptación libre de la novela se estrenó en 2020, escrita y dirigida por Leigh Whannell. La cinta está protagonizada por Elisabeth Moss y Oliver Jackson-Cohen como Griffin, quien recibe el nombre de pila «Adrian». Esta versión se considera una adaptación de la película de 1933.

- En la comedia de 1987 Amazonas en la Luna (Amazon Women on the Moon), un «hijo» del hombre invisible original interpretado por Ed Begley, Jr. aparece en una breve parodia de la película de 1933, titulada El hijo del hombre invisible (Son of the Invisible Man).

- La novela fue adaptada en una serie para televisión de seis entregas emitida por la BBC en el Reino Unido en 1984. En esta versión Pip Donaghy interpretaba al protagonista, resulta mucho más fiel a la trama de la novela que cualquier otra adaptación anterior.

- Al menos cuatro series de televisión han sido producidas para la televisión estadounidense, y todas ellas presentan al personaje del hombre invisible en el papel de un agente secreto. Véase El hombre invisible (serie).

- Ken Hill adaptó la novela a una obra teatral en 1991 y se estrenó en el Theatre Royal Stratford East ese mismo año. Fue representada en el West End en 1993 con Michael N. Harbour como Griffin.

- En el Perú, la emisora radio programas del Perú (RPP), en el programa Mi Novela Favorita, comentada por el escritor Mario Vargas Llosa, se hizo una adaptación de la novela.

En España, el programa Historias de Radio Nacional de España realizó en 1997 una dramatización radiofónica fiel a la novela en siete capítulos de una hora de duración cada uno.